# Bulimnaea megasoma
Bulimnaea megasoma е вид коремоного от семейство Lymnaeidae. Видът не е застрашен от изчезване.

## Разпространение и местообитание
Разпространен е в Канада (Квебек, Манитоба и Онтарио) и САЩ (Айова, Върмонт, Минесота, Мичиган, Ню Йорк, Пенсилвания и Уисконсин).
Обитава сладководни басейни и реки.